# Asthenes heterura
Asthenes heterura е вид птица от семейство Furnariidae. Видът е почти застрашен от изчезване.

## Разпространение
Видът е разпространен в Аржентина и Боливия.